# Limitation (Wirtschaftswissenschaften)
In den Wirtschaftswissenschaften wird unter Limitation die Begrenzung des Austauschs von Faktoren in der Produktion bzw. von Gütern im Konsum auf ein festes Austauschverhältnisse verstanden (Leontief-Produktionsfunktion, Gutenberg-Produktionsfunktion). Sie ist das Gegenteil der Substitution, die bei beliebiger Teilbarkeit der Faktoren unendlich viele Austauschverhältnisse beinhaltet.

## Beispiele
Eine Stückliste oder eine Rezeptur sind limitationale Produktionsfunktionen. Unterschiedliche Güter können nicht gegeneinander getauscht werden. Mathematisch ist dieser Tausch zwar möglich, aber er ist nicht realisierbar.
Beispiel: Bäckerei
- Ein Brot besteht aus ganz bestimmten Zutaten. Erst die Kombination der richtigen Mengen dieser Zutaten ergibt das Brot. Senkt man z. B. den Anteil des Mehles und steigert dafür den Anteil von Salz (Tausch Mehl gegen Salz) wird das Brot ungenießbar.

Beispiel: Automobilbau
- Ein Auto ist eine Kombination ganz bestimmter Produktionsfaktoren. Der Einsatz von beispielsweise 200 kleinen Schrauben anstatt eines Lenkrades wäre unsinnig.

Isoquanten bei limitationalen Produktionsfunktionen

Für jede Ausbringungsmenge (z. B. m=5) gibt es nur eine mögliche effiziente Faktorkombination (z. B. r1 = 10, r2 = 10), so dass sich die Isoquanten in Form einzelner Punkte darstellen lassen. Die geometrische Verbindung aller effizienten Faktorkombinationen wird als Prozessgerade bezeichnet. Für limitationale Produktionsprozesse ist kennzeichnend, dass nicht zwischen mehreren Faktoreinsatzkombinationen (Faktorsubstitution), sondern nur zwischen mehreren Produktionsprozessen mit jeweils vorgegebenen Einsatzkombinationen – z. B. durch einen Wechsel der fertigenden Maschine – unterschieden werden kann (Prozesssubstitution).